# نیکولای آبیلدگارد
نیکولای آبراهام آبیلدگارد (به انگلیسی:Nicolai Abraham Abildgaard) متولد ۱۱ سپتامبر ۱۷۴۳ در شهر کپنهاگ، پایتخت دانمارک و متوفی در تاریخ ۴ ژوئن ۱۸۰۹ میلادی در همان شهر، یک استاد، معمار و نقاش هنری در مورد موضوعات تاریخی و اهل کشور دانمارک بود.
وی برجسته‌ترین شخصیت هنری دانمارک در دوران ظهور نوکلاسیسیسم در دانمارک است.
آثار وی تاثیر بسیاری بر روی جامعه هنری داشته است.